# فهرست پادشاهان مجار

این فهرستی از پادشاهان مجار، شامل شاهزادگان اعظم (‎۸۹۵–۱۰۰۰) و پادشاهان و ملکه‌های ‎۱۰۰۰–۱۹۱۸)‎) مجارستان است.
کشور مجارستان با وطن‌گیری مجارها در حوضه پانونی، در سال ۸۹۵ یا ۸۹۶ به‌وجود آمده‌است. پادشاهی مجارستان از سال ۱۰۰۰ (یا به احتمال زیاد از ۱۰۰۱ با تاجگذاری ایشتوان یکم) تا سال ۱۹۱۸ ادامه داشت. فرزندان آرپاد از ‎۸۹۵–۱۳۰۱ به‌طور مداوم بر مجارستان حکومت کردند.

## حاکمان نیمه افسانه‌ای قبل از وطن‌گیری مجارها
| پرتره | نام                     | پادشاه از | پادشاه تا زمان | ازدواج(ها)     | عنوان                                                                |
| ----- | ----------------------- | --------- | -------------- | -------------- | -------------------------------------------------------------------- |
|       | لِوِدی (به مجاری: Levedi) | ؟         | ح. ۸۵۰ (؟)     | شاهزاده‌ای خزری | وایدا (به مجاری: Vajda) (به انگلیسی: Voivode)                        |
|       | آلموش                   | ح. 850    | ح. ۸۹۵         | ناشناس         | کِنده (به مجاری: Kende) یا دْیْولا (به مجاری: Gyula) (پسر اودْیِک و اِمِشه) |

## شاهزادگان بزرگ مجارستان

### دودمان آرپاد
| پرتره | نام                        | پادشاه از | پادشاه تا      | ازدواج(ها)                            | ارتباط با پیشین(ها) |
| ----- | -------------------------- | --------- | -------------- | ------------------------------------- | ------------------- |
|       | آرپاد                      | ح. ۸۹۵    | ح. ۹۰۷         | ناشناس                                | • پسر آلموش         |
|       | زولتان (به مجاری: Zoltán)  | ح. ۹۰۷    | ح. ۹۴۷         | دختر مِنماروت (؟) (به مجاری: Ménmarót) | • پسر آرپاد         |
|       | فالیچی (به مجاری: Falicsi) | ح. ۹۴۷    | ح. ۹۵۵         | ناشناس                                | • نوه آرپاد         |
|       | توچون (به مجاری: Tocsun)   | ح. ۹۵۵    | ح. ۹۷۲         | یک زن کومان                           | • پسر زولتان        |
|       | گزا (به مجاری: Géza)       | ح. ۹۷۲    | ۹۹۷            | شارولت                                | • پسر توچون         |
|       | ایشتوان یکم                | ۹۹۷       | ۲۵ دسامبر ۱۰۰۰ | گیزلا                                 | • پسر گزا           |

## پادشاهان مجارستان

### دودمان آرپاد
| پرتره | نام                  | پادشاه از      | پادشاه تا زمان                           | ازدواج(ها)                                                        | عنوان                                 |
| ----- | -------------------- | -------------- | ---------------------------------------- | ----------------------------------------------------------------- | ------------------------------------- |
|       | ایشتوان یکم          | ۲۵ دسامبر ۱۰۰۰ | ۱۵ اوت ۱۰۳۸                              | گیزلا                                                             | • پسر گزا                             |
|       | پتر (فرمانروایی اول) | ۱۵ اوت ۱۰۳۸    | سپتامبر ۱۰۴۱                             | ۱) ناشناس ۲) یودیت شواین‌فورت (؟)                                  | • برادرزاده ایشتوان یکم               |
|       | شاموئل               | سپتامبر ۱۰۴۱   | ۵ ژوئیهٔ ۱۰۴۴ نبرد مِنفو (به مجاری: Ménfő) | دختر گزا                                                          | • شوهر خواهر ایشتوان یکم              |
|       | پتر (فرمانروایی دوم) | ۵ ژوئیه ۱۰۴۴   | سپتامبر ۱۰۴۶                             | ۱) ناشناس ۲) یودیت شواین‌فورت (؟)                                  | • برادرزاده ایشتوان یکم               |
|       | آندراش یکم           | سپتامبر ۱۰۴۶   | دسامبر ۱۰۶۰                              | آناستازیای کی‌یف                                                   | • نبیرهٔ توچون                         |
|       | بلای یکم             | ۶ دسامبر ۱۰۶۰  | ۱۱ سپتامبر ۱۰۶۳                          | ریکِزای لهستان                                                     | • نبیرهٔ توچون • برادر کوچک آندراش یکم |
|       | شالامون              | سپتامبر ۱۰۶۳   | ۱۴ مارس ۱۰۷۴                             | یودیت شوابن                                                       | • پسر آندراش یکم                      |
|       | گزای یکم             | ۱۴ مارس ۱۰۷۴   | ۲۵ آوریل ۱۰۷۷                            | ۱) سوفیا ۲) سینادینی                                              | • پسر بلای یکم                        |
|       | لاسلوی یکم           | ۲۵ آوریل ۱۰۷۷  | ۲۹ ژوئیه ۱۰۹۵                            | ۱) ناشناس ۲) آدلاید رنفلدان                                       | • پسر بلای یکم • برادر کوچک گزای یکم  |
|       | کالمان               | 1095           | ۳ فوریه ۱۱۱۶                             | ۱) فلیچای سیسیل ۲) اوفیمیای کی‌یف                                  | • پسر گزای یکم                        |
|       | ایشتوان دوم          | ۳ فوریه ۱۱۱۶   | ۱ مارس ۱۱۳۱                              | دختر بی‌نام روبرت اول کاپوآ                                        | • پسر کالمان                          |
|       | بلای دوم             | ۲۸ آوریل ۱۱۳۱  | ۱۳ فوریه ۱۱۴۱                            | هلن صربستان                                                       | • نوهٔ گزای یکم • پسرعموی ایشتوان دوم  |
|       | گزای دوم             | ۱۶ فوریه ۱۱۴۱  | ۳۱ مه ۱۱۶۲                               | یوفورسینی کی‌یف                                                    | • پسر بلای دوم                        |
|       | ایشتوان سوم          | ژوئن ۱۱۶۲      | ۴ مارس ۱۱۷۲                              | اگنس اتریش                                                        | • پسر گزای دوم                        |
|       | لاسلوی دوم           | ژوئن ۱۱۶۲      | ۱۴ ژانویه ۱۱۶۳                           | ناشناس                                                            | • پسر بلای دوم • برادر کوچک گزای دوم  |
|       | ایشتوان چهارم        | ۲۷ ژانویه ۱۱۶۳ | ۱۱ آوریل ۱۱۶۵                            | ماریا کومنِنوس مجارستان                                            | • پسر بلای دوم • برادر کوچک گزای دوم  |
|       | بلای سوم             | مارس ۱۱۷۲      | ۲۳ آوریل ۱۱۹۶                            | ۱) آنا چاتیاون، ملکه مجارستان ۲) مارگارت فرانسه                   | • پسر گزای دوم • برادر ایشتوان سوم    |
|       | ایمره                | آوریل ۱۱۹۶     | ۳۰ نوامبر ۱۲۰۴                           | کنستانس آراگون                                                    | • پسر بلای سوم                        |
|       | لاسلوی سوم           | ۳۰ نوامبر ۱۲۰۴ | ۷ مه ۱۲۰۵                                | ازدواج‌نکرده                                                       | • پسر ایمره                           |
|       | آندراش دوم           | ۲۹ مه ۱۲۰۵     | ۲۱ سپتامبر ۱۲۳۵                          | ۱) Gertrude of Merania ۲) Yolanda de Courtenay ۳) Beatrice d'Este | • پسر بلای سوم • برادر کوچک ایمره     |
|       | بلای چهارم           | ۱۴ اکتبر ۱۲۳۵  | ۳ مه ۱۲۷۰                                | Maria Laskarina                                                   | • پسر آندراش دوم                      |
|       | ایشتوان پنجم         | مه ۱۲۷۰        | ۶ اوت ۱۲۷۲                               | Elizabeth the Cuman                                               | • پسر بلای چهارم                      |
|       | لاسلوی چهارم         | ۳ سپتامبر ۱۲۷۲ | ۱۰ ژوئیه ۱۲۹۰                            | Elizabeth of Sicily                                               | • پسر ایشتوان پنجم                    |
|       | آندراش سوم           | ۲۳ ژوئیه ۱۲۹۰  | ۱۴ ژانویه ۱۳۰۱                           | ۱) Fenenna of Kuyavia ۲) Agnes of Austria                         | • نوهٔ آندراش دوم                      |

### دودمان پرمیسل (‎۱۳۰۱–۱۳۰۵)
| نام سلطنت                                   | پرتره | نشان | تولد والدین                                             | ازدواج(ها) فرزندان                        | مرگ                        | یادداشت          |
| ------------------------------------------- | ----- | ---- | ------------------------------------------------------- | ----------------------------------------- | -------------------------- | ---------------- |
| واتسلاو سوم بوهم ۲۷ اوت ۱۳۰۱ – ۹ اکتبر ۱۳۰۵ |       |      | ۶ اکتبر ۱۲۸۹ پراگ پسر واتسلاو دوم بوهم و یودیت هابسبورگ | ویلا Teschen ۵ اکتبر ۱۳۰۵ پراگ هیچ فرزندی | ۴ اوت ۱۳۰۶ اولوموچ ۱۶ ساله | ندیدهٔ بلای چهارم |

### دودمان ویتلسباخ (‎۱۳۰۵–۱۳۰۷)
| نام سلطنت                  | پرتره | نشان | تولد والدین                                                           | ازدواج(ها) فرزندان                                                          | مرگ                            | یادداشت        |
| -------------------------- | ----- | ---- | --------------------------------------------------------------------- | --------------------------------------------------------------------------- | ------------------------------ | -------------- |
| اتو ۹ اکتبر ۱۳۰۵ – مه ۱۳۰۷ |       |      | ۱۱ فوریه ۱۲۶۱ بورگ‌هاوزن پسر هنری سیزدهم، دوک بایرن و الیزابت مجارستان | ۱) کاترین هابسبورگ ژانویه ۱۲۷۹ هیچ مسئله ۲) اگنسِ گووگوو ۱۸ مه ۱۳۰۹ دو فرزند | ۹ نوامبر ۱۳۱۲ لاندسهوت ۵۱ ساله | نوه بلای چهارم |

### دودمان آنجو (‎۱۳۰۸–۱۳۹۵)
| نام سلطنت                                            | پرتره | نشان | تولد والدین                                        | ازدواج(ها) فرزندان                                                                      | مرگ                              | یادداشت                                     |
| ---------------------------------------------------- | ----- | ---- | -------------------------------------------------- | --------------------------------------------------------------------------------------- | -------------------------------- | ------------------------------------------- |
| کاروی یکم ۱۷ نوامبر ۱۳۰۸ – ۱۶ ژوئیه ۱۳۴۲             |       |      | ۱۲۸۸ ناپل پسر چارلز مارتلِ آنجو و کلیمانسِ اتریش     | (۴) الیزابت لهستان ۶ ژوئیه ۱۳۲۰ ویشگراد پنج فرزند                                       | ۱۶ ژوئیه ۱۳۴۲ ویشگراد ۵۳–۵۴ ساله | نوه ایشتوان پنجم                            |
| لایوش یکم ۲۱ ژوئیه ۱۳۴۲ – ۱۰ سپتامبر ۱۳۸۲            |       |      | ۵ مارس ۱۳۲۶ ویشگراد پسر کاروی یکم و الیزابت لهستان | ۱) مارگارت بوهم ۳ اوت ۱۳۴۲ ویشگراد بی فرزند ۲) الیزابت بوسنی ۲۰ ژوئن ۱۳۵۳ بودا سه فرزند | ۱۰ سپتامبر ۱۳۸۲ ترناوا ۵۶ ساله   | پادشاه مجارستان و لهستان                    |
| ماریای یکم ۱۷ سپتامبر ۱۳۸۲ – ۳۱ دسامبر ۱۳۸۵          |       |      | ۱۴ آوریل ۱۳۷۱ بودا دختر لایوش یکم و الیزابت بوسنی  | سیگسموند لوکزامبورگ ۱ نوامبر ۱۳۸۵ بودا تک فرزند                                         | ۱۷ مه ۱۳۹۵ بودا ۲۴ ساله          | اولین ملکه (بومی) مجارستان (فرمانروایی اول) |
| کاروی دوم ۳۱ دسامبر ۱۳۸۵ – ۲۴ فوریه ۱۳۸۶             |       |      | ۱۳۴۵ ناپل پسر لوئیس دوازوزو و مارگارت سانسورینو    | مارگارت دورازو ۲۴ ژانویه ۱۳۶۹ ناپل سه فرزند                                             | ۲۴ فوریه ۱۳۸۶ ویشگراد ۴۱ ساله    | ندیدهٔ ایشتوان پنجم پادشاه مجارستان و ناپل   |
| ماری با زیگیزموند (۱۳۸۷–) ۲۴ فوریه ۱۳۸۶ – ۱۷ مه ۱۳۹۵ |       |      | ۱۴ آوریل ۱۳۷۱ بودا دختر لایوش یکم و الیزابت بوسنی  | سیگسموند لوکزامبورگ ۱ نوامبر ۱۳۸۵ بودا تک فرزند                                         | ۱۷ مه ۱۳۹۵ بودا ۲۴ ساله          | فرمانروایی دوم                              |

### دودمان لوکزامبورگ (‎۱۳۳۷–۱۳۳۷)
| نام سلطنت                                                  | پرتره | نشان | تولد والدین                                             | ازدواج(ها) فرزندان                                                                            | مرگ                          | یادداشت                            |
| ---------------------------------------------------------- | ----- | ---- | ------------------------------------------------------- | --------------------------------------------------------------------------------------------- | ---------------------------- | ---------------------------------- |
| زیگیزموند با مریم (‎۱۳۸۷–۱۳۹۵) ۳۱ مارس ۲۰۰۸ – ۹ دسامبر ۱۴۳۷ |       |      | ۱۴ فوریه ۱۳۶۸ نورمبرگ پسر کارل چهارم و الیزابت پومرانیا | ۱) مریم مجارستان ۱ نوامبر ۱۳۸۵ بودا تک فرزند ۲) باربارا سیلی ۶ دسامبر ۱۴۰۵ سکش‌فهروار دو فرزند | ۹ دسامبر ۱۴۳۷ زنویمو ۶۹ ساله | نبیرهٔ بلای چهارم و همسر ماریای یکم |

### دودمان هابسبورگ (‎۱۴۳۷–۱۴۵۷)
| نام سلطنت                                 | پرتره | نشان | تولد والدین                                                     | ازدواج(ها) فرزندان                              | مرگ                         | یادداشت                                             |
| ----------------------------------------- | ----- | ---- | --------------------------------------------------------------- | ----------------------------------------------- | --------------------------- | --------------------------------------------------- |
| آلبرشت دوم ۱۸ دسامبر ۱۴۳۷ – ۲۷ اکتبر ۱۴۳۹ |       |      | ۱۰ اوت ۱۳۹۷ وین پسر آلبرت چهارم، دوک اتریش و جوانا سوفیای بایرن | الیزابت لوکزامبورگ ۱۹ آوریل ۱۴۲۲ وین چهار فرزند | ۲۷ اکتبر ۱۴۳۹ نِسمِی ۴۲ ساله  | نوه هفت نسل بعد گزای دوم مجارستان و داماد زیگیزموند |
| لاسلوی پنجم ۱۵ می ۱۴۴۰ – ۲۳ نوامبر ۱۴۵۷   |       |      | ۲۲ فوریه ۱۴۴۰ کوماروم پسر آلبرشت دوم و الیزابت لوکزامبورگ       | هرگز ازدواج‌نکرده بدون فرزند                     | ۲۳ نوامبر ۱۴۵۷ پراگ ۱۷ ساله | پادشاه مجارستان و بوهم و دوک اتریش                  |

### دودمان یاگیلون (‎۱۴۴۰–۱۴۴۴)
| نام سلطنت                                   | پرتره | نشان | تولد والدین                                                     | ازدواج(ها) فرزندان          | مرگ                               | یادداشت          |
| ------------------------------------------- | ----- | ---- | --------------------------------------------------------------- | --------------------------- | --------------------------------- | ---------------- |
| اولاسلوی یکم ۱۷ ژوئیه ۱۴۴۰ – ۱۰ نوامبر ۱۴۴۴ |       |      | ۳۱ اکتبر ۱۴۲۴ کراکوف پسر ولادیسلاو دوم ژالهولون و سوفیا هالشانی | هرگز ازدواج‌نکرده بدون فرزند | ۱۰ نوامبر ۱۴۴۴ نبرد وارنا ۲۰ ساله | نبیرهٔ بلای چهارم |

### دودمان هونیادی (‎۱۴۵۸–۱۴۹۰)
| نام سلطنت                                    | پرتره | نشان | تولد والدین                                                                           | ازدواج(ها) فرزندان                                                                               | مرگ                      | یادداشت                       |
| -------------------------------------------- | ----- | ---- | ------------------------------------------------------------------------------------- | ------------------------------------------------------------------------------------------------ | ------------------------ | ----------------------------- |
| ماتیاش یکم فقط ۲۴ ژانویه ۱۴۵۸ – ۶ آوریل ۱۴۹۰ |       |      | ۲۳ فوریه ۱۴۴۳ کلوشوار پسر یانوش هونیادی و ارژبت سیلادْیْی (به مجاری: Szilágyi Erzsébet) | ۱) کاترین پودیِبراد ۱ مه ۱۴۶۳ بودا بدون فرزند ۲) بئاتریس ناپل ۲۲ دسامبر ۱۴۷۶ سکش‌فهروار بدون فرزند | ۶ آوریل ۱۴۹۰ وین ۴۷ ساله | هیچ ارتباطی با پیشینیان ندارد |

### دودمان یاگیلون (‎۱۴۹۰–۱۵۲۶)
| نام سلطنت                                               | پرتره | نشان | تولد والدین                                                  | ازدواج(ها) فرزندان                               | مرگ                       | یادداشت                                 |
| ------------------------------------------------------- | ----- | ---- | ------------------------------------------------------------ | ------------------------------------------------ | ------------------------- | --------------------------------------- |
| اولاسلوی دوم ولادیسلاو دبز ۱۵ ژوئیه ۱۴۹۰ – ۱۳ مارس ۱۵۱۶ |       |      | ۱ مارس ۱۴۵۶ کراکوف پسر کازیمیر چهارم یاگیلون و الیزابت اتریش | آن دو فوآ ۲۹ سپتامبر ۱۵۰۲ سکش‌فهروار دو فرزند     | ۱۳ مارس ۱۵۱۶ بودا ۶۰ ساله | نوه آلبرشت دوم پادشاه مجارستان و بوهمیا |
| لایوش دوم ۱۳ مارس ۱۵۱۶ – ۲۹ اوت ۱۵۲۶                    |       |      | ۱ ژوئیه ۱۵۰۶ بودا پسر آن دو فوآ اولاسلوی دوم و آن دو فوآ     | ماریایِ مجارستان ۴ ژوئن ۱۵۰۸ سکش‌فهروار بدون فرزند | ۲۹ اوت ۱۵۲۶ موهاچ ۲۰ ساله | پادشاه مجارستان و بوهم                  |

### دودمان زاپویا (‎(۱۵۲۶–۱۵۷۰
| نام سلطنت                               | پرتره | نشان | تولد والدین                                           | ازدواج(ها) فرزندان                              | مرگ                              | یادداشت                                                   |
| --------------------------------------- | ----- | ---- | ----------------------------------------------------- | ----------------------------------------------- | -------------------------------- | --------------------------------------------------------- |
| یانوش یکم ۱۱ نوامبر ۱۵۲۶ – ژوئیه ۱۵۴۰   |       |      | ۱۴۸۷ سپیشسکه پدهرادیه پسر ایشتوان زاپویا و هدویگِ چیشن | ایزابلا ژالهولون ۲ مارس ۱۵۳۹ سکش‌فهروار تک فرزند | ژوئیه ۱۵۴۰ سبش ۵۳ ساله           | نوهٔ شش نسل بعد بلای چهارم مورد مناقشه با فردیناند یکم     |
| یانوش دوم ۱۳ سپتامبر ۱۵۴۰ – ۱۶ اوت ۱۵۷۰ |       |      | ۷ ژوئیه ۱۵۴۰ بودا پسر یانوش یکم و ایزابلا Jagiellon   | هرگز ازدواج‌نکرده بدون فرزند                     | ۱۵۷۱ مارس ۱۴ آلبا ایولیا ۳۰ ساله | پادشاه مجارستان مورد مناقشه با فردیناند یکم و ماکسیمیلیان |

### دودمان هابسبورگ (۱۷۸۰–۱۵۲۶)
| نام سلطنت                                     | پرتره | نشان | تولد والدین                                                         | ازدواج(ها) فرزندان | مرگ                            | یادداشت                                                                             |
| --------------------------------------------- | ----- | ---- | ------------------------------------------------------------------- | --- | ------------------------------ | ----------------------------------------------------------------------------------- |
| فردیناند یکم ۱۷ دسامبر ۱۵۲۶ – ۲۵ ژوئیه ۱۵۶۴   |       |      | ۱۰ مارس ۱۵۰۳ الکالا د هنارس پسر فیلیپ زیبا و خوانای اول کاستیل      | آن بوهم ۲۶ مه ۱۵۲۱ لینتس پانزده فرزند | ۲۵ ژوئیهٔ ۱۵۶۴ وین ۶۱ ساله      | ده نسل بعد نوهٔ گزای دوم و شوهر خواهر لایوش دوم مورد مناقشه با یانوش یکم و یانوش دوم |
| ماکسیمیلیان دوم ۲۶ ژوئیهٔ ۱۵۶۴ – ۱۲ اکتبر ۱۵۷۶ |       |      | ۳۱ ژوئیهٔ ۱۵۲۷ وین پسر فردیناند یکم و آن بوهم                        | ماریای آستوریاس ۱۳ سپتامبر ۱۵۴۸ وایادولید پانزده فرزند | ۱۲ اکتبر ۱۵۷۶ رگنسبورگ ۴۹ ساله | پسر فردیناند یکم مورد مناقشه با یانوش دوم تا ۱۵۷۰                                   |
| رودلف دوم ۱۲ اکتبر ۱۵۷۶ – ۲۶ ژوئن ۱۶۰۸        |       |      | ۱۸ ژوئیه ۱۵۵۲ وین پسر ماکسیمیلیان دوم و ماریای آستوریاس             | ازدواج نکرده | ۲۰ ژانوِیه ۱۶۱۲ پراگ ۵۹ ساله    | پسر ماکسیمیلیان                                                                     |
| ماتیاس ۲۶ ژوئن ۱۶۰۸ – ۲۰ مارس ۱۶۱۹            |       |      | ۲۴ فوریهٔ ۱۱۵۷ وین پسر ماکسیمیلیان دوم و ماریای آستوریاس             | Anna of Tyrol ۴ دسامبر ۱۶۱۱ وین بی فرزند | ۲۹ مارس ۱۶۱۹ وین ۶۲ ساله       | پسر ماکسیمیلیان و برادر کوچک رودلف                                                  |
| فردیناند دوم ۲۰ مارس ۱۶۱۹ – ۱۵ فوریه ۱۶۳۷     |       |      | ۶ ژوئیهٔ ۱۵۷۸ گراتس پسر کارل دوم، آرشیدوک اتریش و ماریا آنا فن بایرن | ۱) Maria Anna of Bavaria ۲۳ آوریل ۱۶۰۰ گراتس هفت فرزند ۲) Eleonora Gonzaga ۲ فوریه ۱۶۲۲ اینسبروک بی فرزند                                                                             | ۱۵ فوریهٔ ۱۶۳۷ وین ۵۸ ساله      | نوهٔ فردیناند یکم و پسرعموی رودلف و ماتیاس                                           |
| فردیناند سوم ۱۵ فوریهٔ ۱۶۳۷ – ۲ آوریل ۱۶۵۷     |       |      | ۱۳ ژوئیهٔ ۱۶۰۸ گراتس پسر فردیناند دوم و آنا ماریای بایرن             | ۱) Maria Anna of Spain ۲۰ فوریهٔ ۱۶۱۳ وین شش فرزند ۲) Maria Leopoldine of Austria ۲ ژوئیهٔ ۱۶۴۸ لینتس بی فرزند ۳) Eleonora Gonzaga ۳۰ آوریل ۱۶۵۱ وینر نویشتات چهار فرزند                | ۲ آوریل ۱۶۵۷ وین ۴۸ ساله       | پسر فردیناند دوم                                                                    |
| فردیناند چهارم ۱۶ ژوئن ۱۶۴۷ – ۹ ژوئیه ۱۶۵۴    |       |      | ۸ دسامبر ۱۶۳۳ وین پسر فردیناند سوم و آنا ماریای اسپانیا             | ازدواج‌نکرده بی فرزند | ۹ ژوئیهٔ ۱۶۵۴ وین ۲۰ ساله       | پسر و شریک در سلطنت فردیناند سوم                                                    |
| لئوپولد یکم ۲ آوریل ۱۶۵۷ – ۵ مه ۱۷۰۵          |       |      | ۹ ژوئن ۱۶۴۰ وین پسر فردیناند سوم و آنا ماریای اسپانیا               | ۱) Margaret Theresa of Spain ۱۲ دسامبر ۱۶۶۶ وین چهار فرزند ۲) Claudia Felicitas of Austria ۱۵ اکتبر ۱۶۷۳ گراتس دو فرزند ۳) Eleonor Magdalene of Neuburg ۱۴ دسامبر ۱۶۷۶ پاساو ده فرزند | ۵ مه ۱۷۰۵ وین ۶۴ ساله          | پسر فردیناند سوم                                                                    |
| یوزف یکم ۵ مه ۱۷۰۵ – ۱۷ آوریل ۱۷۱۱            |       |      | ۲۶ ژوئیهٔ ۱۶۷۸ وین پسر لئوپولد یکم و Eleonor Magdalene of Neuburg    | Wilhelmine Amalia of Brunswick-Lüneburg ۲۴ فوریهٔ ۱۶۹۹ وین سه فرزند | ۱۷ آوریل ۱۷۱۱ وین ۳۲ ساله      | پسر لئوپولد یکم                                                                     |
| کارل ششم ۱۷ آوریل ۱۷۱۱ – ۲۰ اکتبر ۱۷۴۰        |       |      | ۱ اکتبر ۱۶۸۵ وین پسر لئوپولد یکم و Eleonor Magdalene of Neuburg     | الیزابت کریستینِ برونسویک-وولفنبوتل ۱ اوت ۱۷۰۸ بارسلون چهار فرزند | ۲۰ اکتبر ۱۷۴۰ وین ۵۵ ساله      | پسر لئوپولد یکم و برادر کوچک یوزف یکم                                               |
| ماریا ترزا ۲۰ اکتبر ۱۷۴۰ – ۲۹ نوامبر ۱۷۸۰     |       |      | ۱۳ مه ۱۷۱۷ وین دختر کارل ششم و الیزابت کریستینِ برونسویک-وولفنبوتل   | فرانتس یکم ۱۲ فوریهٔ ۱۷۳۶ وین شانزده فرزند | ۲۹ نوامبر ۱۷۸۰ وین ۶۳ ساله     | دختر کارل ششم                                                                       |

### دودمان هابسبورگ-لورن (۱۹۱۸–۱۷۸۰)
| نام سلطنت                                              | پرتره | نشان | تولد والدین                                                                 | ازدواج(ها) فرزندان                                                                                        | مرگ                         | یادداشت                             |
| ------------------------------------------------------ | ----- | ---- | --------------------------------------------------------------------------- | --- | --------------------------- | ----------------------------------- |
| یوزف دوم پادشاه کلاه‌دار ۲۹ نوامبر ۱۷۸۰ – ۲۰ فوریه ۱۷۹۰ |       |      | ۱۳ مارس ۱۷۴۱ وین پسر فرانتس یکم و ماریا ترزا                                | ۱) ایزابلای پارما ۶ اکتبر ۱۷۶۰ وین دو فرزند ۲) ماریا یوزفای بایرن ۱۳ ژانویه ۱۷۶۵ وین بدون فرزند           | ۲۰ فوریه ۱۷۹۰ وین ۴۸ ساله   | پسر ماریا ترزا و فرانتس یکم         |
| لئوپولد دوم ۲۰ فوریه ۱۷۹۰ – ۱ مارس ۱۷۹۲                |       |      | ۵ مه ۱۷۴۷ وین پسر فرانتس یکم و ماریا ترزا                                   | ماریا لوئیرای اسپانیا ۵ اوت ۱۷۶۵ اینسبروک شانزده فرزند                                                    | ۱ مارس ۱۷۹۲ وین ۴۴ ساله     | پسر ماریا ترزا، برادر کوچک یوزف دوم |
| فرانتس دوم ۱ مارس ۱۷۹۲ – مارس ۲، ۱۸۳۵                  |       |      | ۱۲ فوریه ۱۷۶۸ فلورانس پسر لئوپولد دوم و ماریا لوئیزای اسپانیا               | ۱) الیزابت وورتمبرگ ۲) ماریا ترزای ناپل ۳) ماریا لودویکای اتریش–اِسته ۴) کارولین آگوستای بایرن سیزده فرزند | مارس ۲، ۱۸۳۵ وین ۶۷ ساله    | پسر لئوپولد دوم                     |
| فردیناند یکم مارس ۲، ۱۸۳۵ – ۲ دسامبر ۱۸۴۸              |       |      | ۱۹ آوریل ۱۷۹۳ وین پسر فرانتس دوم و ماریا ترزای سیسیل                        | ماریا آنای ساووی ۲۷ فوریه ۱۸۳۱ وین بدون فرزند                                                             | ۲۹ ژوئن ۱۸۷۵ پراگ ۸۲ ساله   | پسر فرانتس دوم                      |
| فرانتس یوزف یکم ۲ دسامبر ۱۸۴۸ – ۲۱ نوامبر ۱۹۱۶         |       |      | ۱۸ اوت ۱۸۳۰ وین پسر آرشیدوک فرانتس کارل و سوفی بایرن                        | الیزابت ۲۴ آوریل ۱۸۵۴ وین چهار فرزند                                                                      | ۲۱ نوامبر ۱۹۱۶ وین ۸۶ ساله  | برادرزادهٔ فردیناند یکم              |
| کارل یکم ۲۱ نوامبر ۱۹۱۶ – ۱۶ نوامبر ۱۹۱۸               |       |      | ۱۷ اوت ۱۸۸۷ پرسنگبو گوتسدورف پسر آرشیدوک اوتوی اتریش و ماریا یوزفای ساکسونی | زیتا بوربن-پارما ۲۱ اکتبر ۱۹۱۱ کاخ شوارتزاو هشت فرزند                                                     | ۱ آوریل ۱۹۲۲ فونچال ۳۴ ساله | نوهٔ برادر کوچک فرانتس یوزف یکم      |

## توضیحات
1. ↑  جنگ‌سالار
2. ↑  در سال ۱۸۴۹ مجلس مجارستان اعلام کرد چون یوزف دوم هرگز از تاج سلطنتی مجارستان استفاده نکرده‌است، پادشاه واقعی مجارستان نیست.